# Lia Marie Johnson
Lia Marie Johnson (* 23. November 1996 in Wahiawā, Hawaii) ist eine US-amerikanische Schauspielerin, Sängerin und Webvideoproduzentin. Sie steht beim Musiklabel Capitol Records unter Vertrag.

## Leben
Johnson wurde auf der Insel Oʻahu in der Stadt Wahiawā geboren. Sie entstammte einer Militärfamilie und war deswegen fast in den ganzen USA wohnhaft. Sie hat vier jüngere Schwestern und einen jüngeren Bruder. Während der Präsidentschaftswahl in den Vereinigten Staaten 2012 gab sie bekannt, dass sie Anhängerin der Demokraten ist.
Seit 2008 nimmt Johnson Tätigkeiten als Schauspielerin, überwiegend in Kurzfilmen, entgegen. Sie übernahm größere Rollen in den Fernsehserien Spirits, MyMusic, AwesomenessTV oder Side Effects. 2014 spielte sie im Fernsehfilm Terry the Tomboy die Hauptrolle des Tomboys Terry. Von 2016 bis 2018 verkörperte sie in insgesamt 24 Episoden der Fernsehserie Du wurdest getaggt die Rolle der Hailey Jensen.
2016 veröffentlichte sie über das Musiklabel Awesomeness Music Partners ihre erste Single DNA, die auf Spotify über 43 Mio. Aufrufe verzeichnen kann. Das dazugehörige Musikvideo wurde bereits über 20 Mio. mal aufgerufen.

## Filmografie
- 2008: Sarah Palin Family Meeting (Kurzfilm)
- 2008: When Weather Changed History (Fernsehserie, Episode 2x05)
- 2008: No Man's Land (Kurzfilm)
- 2009: Tim and Eric Awesome Show, Great Job! (Fernsehserie, Episode 4x03)
- 2009: The Unit – Eine Frage der Ehre (The Unit) (Fernsehserie, Episode 4x16)
- 2009: Collide (Kurzfilm)
- 2009: Cam Gigandet vs. Twilight Fans (Kurzfilm)
- 2009: Shattered Allegiance (Kurzfilm)
- 2009: I Do and I Don't (Kurzfilm)
- 2010: Shane Dawson TV (Fernsehserie, Episode 1x24)
- 2010: Atom TV (Fernsehserie, Episode 3x04)
- 2010: The Station (Fernsehserie, Episode 2x08)
- 2010: Sidewalk Symphony (Kurzfilm)
- 2010–2011: OMGtv!! LIVE (Fernsehserie, 3 Episoden)
- 2011: Monster in My Swimming Pool (Kurzfilm)
- 2011: Rehearsal
- 2011: Nerd Wars! (Kurzfilm)
- 2011: Finding Cody (Kurzfilm)
- 2012–2013: Spirits (Fernsehserie, 4 Episoden)
- 2012–2014: MyMusic (Fernsehserie, 24 Episoden)
- 2013: Pulling Strings (Fernsehserie)
- 2013–2014: AwesomenessTV (Fernsehserie, 26 Episoden, verschiedene Rollen)
- 2013–2015: Side Effects (Fernsehserie, 4 Episoden)
- 2014: Terry the Tomboy (Fernsehfilm)
- 2014: The Lady in the Walls (Kurzfilm)
- 2014: Expelled
- 2015: Everything Before Us
- 2015: The Sound of Magic
- 2016: American Wrestler: The Wizard
- 2016: Emma's Chance
- 2016: The Thinning
- 2016–2018: Du wurdest getaggt (T@gged) (Fernsehserie, 24 Episoden)
- 2018: Bayou Caviar
- 2018: The Thinning: New World Order
- 2019: Counterpunch
- 2019: Ruta Madre
- 2020: Banned, Exploited & Blacklisted: The Underground Work of Controversial Filmmaker Shane Ryan
- 2022: Mord in Yellowstone City (Murder at Yellowstone City)

## Diskografie
Singles
- 2016: DNA (Awesomeness Music Partners)
- 2017: Cold Heart Killer (Awesomeness Music Partners)
- 2018: The Wave (R3HAB MUSIC)
- 2018: The Wave (Waysons Remix) (R3HAB MUSIC)
- 2018: The Wave (Crossnaders Remix) (R3HAB MUSIC)
- 2018: Champagne (UMG Recordings)
- 2019: Moonflower
- 2020: Like A God